# Émile Misson
Émile Albert Misson (Marche, 9 november 1885 - Forrières, 10 januari 1937) was een Belgisch senator.

## Levensloop
Zoon van Albert Misson (1859-1903) en van Marie-Flore Mersch (1860-1938), trouwde hij met Marie Zoude (1888-1971) en ze kregen zeven kinderen.
Hij promoveerde tot doctor in de rechten en werd notaris benoemd in Forrières. 
Hij werd verkozen tot gemeenteraadslid van Forrières en tot provincieraadslid. 
In 1932 werd hij verkozen tot katholiek senator voor het arrondissement Aarlen-Marche-Bastenaken-Neufchâteau-Virton en vervulde dit mandaat tot in 1936.